# Luigi Gui
Pour les articles homonymes, voir Gui.
Luigi Gui  (né le 26 septembre 1914 à Padoue et mort dans la même ville le 26 avril 2010) est un philosophe et homme politique italien de la Démocratie chrétienne.

## Biographie
Luigi Gui est à l'armée pendant la Seconde Guerre mondiale. Il est député et sénateur dans le parlement italien de 1948 à 1983. Il est ministre de l'instruction publique (1962-1968), de la défense nationale (1968-1970), de la santé publique (1973-1974) et de l'intérieur (1974-1976) dans les gouvernements de Amintore Fanfani, Giovanni Leone, Mariano Rumor et Aldo Moro.